# Computer analogico

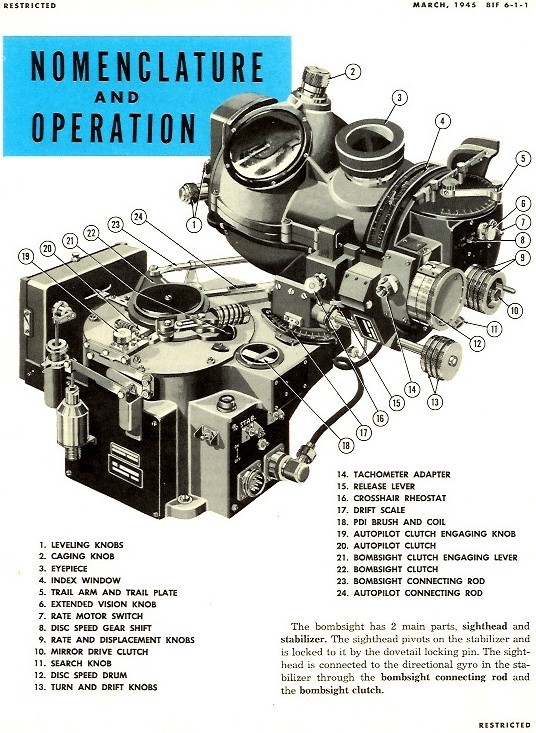
Una pagina del Bombardier's Information File (BIF) che descrive i componenti ed i controlli del sistema di puntamento Norden. Era un sofisticato computer analogico ottico/meccanico usato dall'Army Air Force degli USA durante la Seconda guerra mondiale, la guerra di Corea, e la guerra del Vietnam per aiutare il pilota del bombardiere nel rilasciare le bombe con precisione.

Un computer analogico è un computer che sfrutta fenomeni fisici associati a variabili continue per modellare il problema da risolvere; per esempio si possono usare quantità elettriche, idrauliche o meccaniche. Esso si distingue pertanto dai più diffusi elaboratori digitali che invece operano su rappresentazioni numeriche dei dati.
Dato che il computer analogico non usa valori discreti, ma continui, ripetendo il processo non si è sicuri di ottenere esattamente lo stesso risultato, come invece è garantito da una macchina di Turing. Operando su quantità continue i computer analogici non soffrono del rumore di quantizzazione ma del rumore analogico. In passato gli elaboratori analogici erano largamente utilizzati poiché caratterizzati da prestazioni superiori ai computer digitali dell'epoca, passando da semplici regoli calcolatori, a complessi sistemi di puntamento per artiglierie navali.

## Cronologia dei computer analogici

Schema della macchina di Anticitera

- La Macchina di Anticitera è il più antico calcolatore analogico conosciuto. Fu progettato per calcolare le posizioni astronomiche. Fu scoperto nel 1901 al largo dell'isola greca di Cerigotto (Anticitera), a nord est di Creta, ed è stato datato tra il 100 a.C. e il 150 a.C. Il suo ritrovamento ha costituito un importante elemento per convincere gli storici che la tecnologia greco-ellenistica fosse molto più avanzata di quanto fino allora si pensava. Sarebbero apparsi dispositivi di complessità paragonabile ben oltre un millennio dopo.
- Il Regolo calcolatore è un calcolatore analogico per fare moltiplicazioni e divisioni. È stato inventato attorno al 1620-1630, poco dopo la pubblicazione del concetto di logaritmo, che sta alla base del suo funzionamento.
- L'Analizzatore differenziale è un calcolatore analogico meccanico ideato per risolvere equazioni differenziali, usando ruote e altri meccanismi. Inventato nel 1876,[1] è stato costruito per la prima volta negli anni venti e trenta del secolo successivo.[2]
- Il calcolatore algebrico di Leonardo Torres y Quevedo, presentato nel 1893 all'Accademia spagnola delle Scienze e della Fisica è un calcolatore analogico di tipo meccanico in grado di risolvere equazioni algebriche trovando anche le soluzioni complesse con una precisione inferiore al millesimo. Il calcolatore di Torres è conservato nel museo ETS de Ingenieros de Caminos del Politecnico di Madrid
- Sistemi di puntamento della Seconda guerra mondiale per cannoncini e bombe utilizzavano computer analogici.[3]
- Il computer MONIAC era un modello idraulico di un'economia nazionale, costruito negli anni cinquanta.[4]
- Heathkit EC-1 erano computer analogici costruiti dalla "Heath Company" negli USA nel 1960.[5]
- D-Wave Systems' "Orion quantum computing system", il primo computer quantico funzionante che operava come un computer analogico.[6]

## Computer analogici elettronici
La similitudine tra i componenti lineari meccanici, come le molle e gli ammortizzatori, e i componenti elettrici, come i condensatori, induttori e resistenze possono essere descritti in termini matematici: possono essere modellati usando equazioni che sono essenzialmente della stessa forma.
Comunque, la differenza tra questi sistemi è ciò che rende la computazione analogica utile. Se si considera un semplice sistema di molla-massa, costruire il sistema fisico richiederebbe di comprare le molle e le masse. Si procederebbe poi collegando tra di loro un'appropriata ancora, collegando il tutto ad un insieme di apparecchiature di test opportunamente settate, e finalmente, potremo prendere delle misurazioni (spesso difficili da ottenere).
L'equivalente elettrico può essere costruito con pochi amplificatori operazionali e qualche componente lineare passivo; tutte le misurazioni possono essere prese da un oscilloscopio o più spesso da un plotter sia a causa di elaborazioni lente, sia per mantenere una traccia permanente del lavoro svolto. Nel circuito, la "massa della molla" (simulata) può essere cambiata tramite un potenziometro. Il sistema elettrico è un'analogia al sistema fisico, ma è meno costoso, più sicuro e più facile da modificare. I computer analogici completamente elettronici sono anche estremamente veloci, dato che un calcolo è completato alla velocità per cui il segnale attraversa il circuito, che è generalmente una frazione apprezzabile della velocità della luce.
Lo svantaggio dell'analogia meccanico-elettrico è che le parti elettroniche sono limitate dall'intervallo su cui le variabili possono cambiare. Questo è chiamato intervallo dinamico. Sono anche limitati dai disturbi elettrici.
Questi circuiti elettrici possono anche eseguire altre simulazioni. Per esempio la tensione può simulare la pressione dell'acqua e la corrente può simulare il flusso d'acqua in termini di metri cubi al secondo.
Spesso c'è una mancanza di comprensione riguardo ai sistemi elettrici che talvolta portano ai termini analogico e digitale a significati dubbi o confusi. I sistemi analogici sono conosciuti a volte solo come a sistemi elettrici continui che variano col tempo. Da come spiegato prima questo non è corretto, poiché anche le funzioni discontinue possono essere modellate. Infatti, anche il termine digitale ha una definizione tecnica ben definita. Nel contesto dei circuiti, si riferisce all'uso di livelli discreti di tensione elettrica come codici per i simboli e la manipolazione di tali simboli nell'operazione di computer digitale. Il computer elettronico analogico manipola le quantità fisiche di volt o di ampere a forma d'onda. Come conseguenza, la precisione di lettura (di numeri razionali) del computer analogico è limitato dalla quantizzazione dell'apparecchiatura di lettura usata. La precisione del computer digitale deve essere invece necessariamente finita, ma la precisione del risultato è limitata solo dal tempo.
In campo musicale esistono i Modular Moog: computer analogici a tutti gli effetti.

## Computer ibrido analogico-digitale
Esiste un dispositivo intermedio, conosciuto come computer ibrido, dove un computer digitale è combinato con uno analogico. Computer ibridi sono usati per ottenere un valore "seed" molto accurato ma non preciso, usando un computer analogico come interfaccia, inserito in un processo iterativo svolto da un computer digitale per ottenere il grado finale di precisione desiderato. Con tre o quattro cifre, un seed numerico altamente accurato, il tempo di computazione digitale totale necessario al raggiungimento della precisione desiderata è drammaticamente ridotto, dato che altre poche iterazioni sono richieste. Per esempio, il computer analogico può essere usato per risolvere un problema non analitico descritto da un'equazione differenziale da utilizzare all'interno di una computazione più generale (dove la precisione non è molto importante). Ad ogni modo, il computer ibrido è di solito sostanzialmente più veloce di un computer digitale, offrendo una computazione più precisa di un computer analogico. È utile per calcoli real-time che richiedono tale combinazione (per esempio, un radar phased-array ad alta frequenza o un sistema di computazione meteorologico).

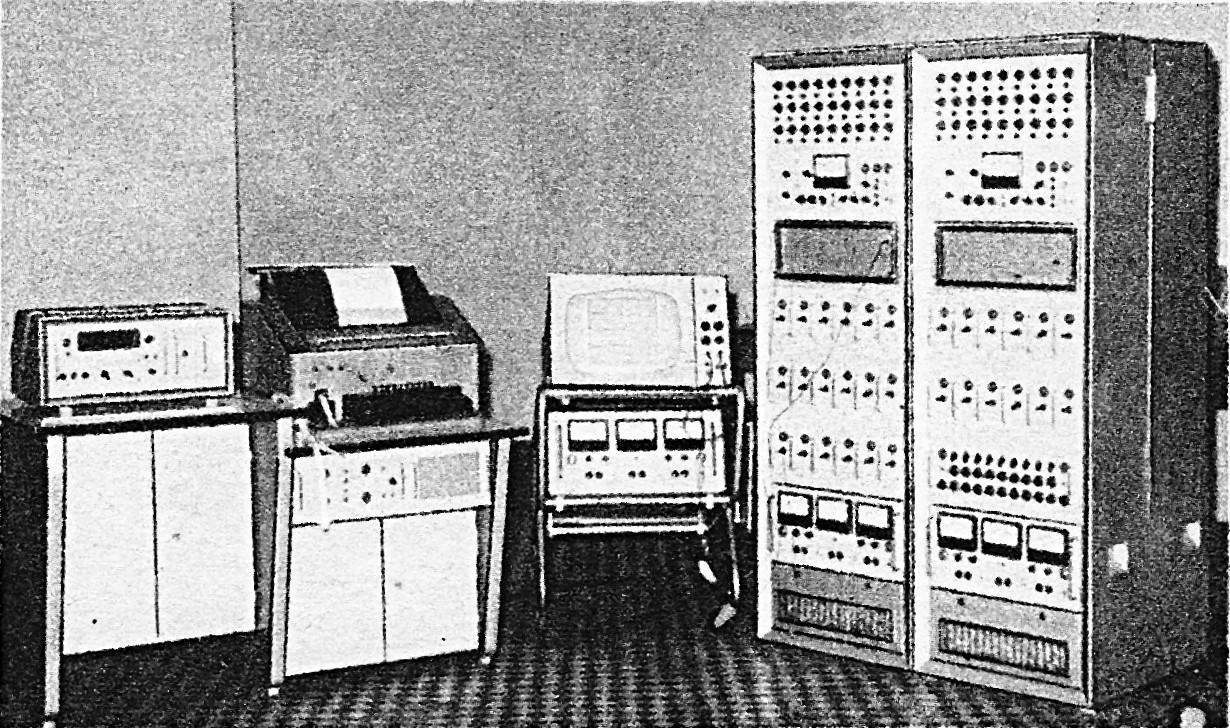
Un computer analogico polacco ELWAT

## Esempi pratici
- Vickers range clock
- Dumaresq
- Intergatori meccanici come il planimetro
- Nomogramma
- Torpedo Data Computer
- Macchine di calcolo analogico di Leonardo Torres y Quevedo
- Torquetum
- Sistema centrale di controllo del fuoco del Boeing B-29 Superfortress
- Computer analogici Donner